# Bahnhof Großhesselohe
Der Bahnhof Großhesselohe, zur Abgrenzung des seit 1891 bestehenden Großhesselohe Isartalbahnhof auch Staatsbahnhof oder Reichsbahnhof genannt, war ein Bahnhof an der Bahnstrecke München–Lenggries. Das ehemalige Bahnhofsgebäude ist als Baudenkmal in der Bayerischen Denkmalliste eingetragen.

## Lage
Das ehemalige Bahnhofsgebäude liegt am Bahnhofsplatz 2 im Ortsteil Großhesselohe der Gemeinde Pullach im Isartal südlich der Bahnstrecke München–Lenggries etwa 100 Meter westlich der Großhesseloher Brücke. Etwa 400 Meter westlich des Bahnhofs steht noch die alte Eisenbahnbrücke, auf der früher die Isartalbahn die zur Großhesseloher Brücke führenden Gleise kreuzte.

## Geschichte

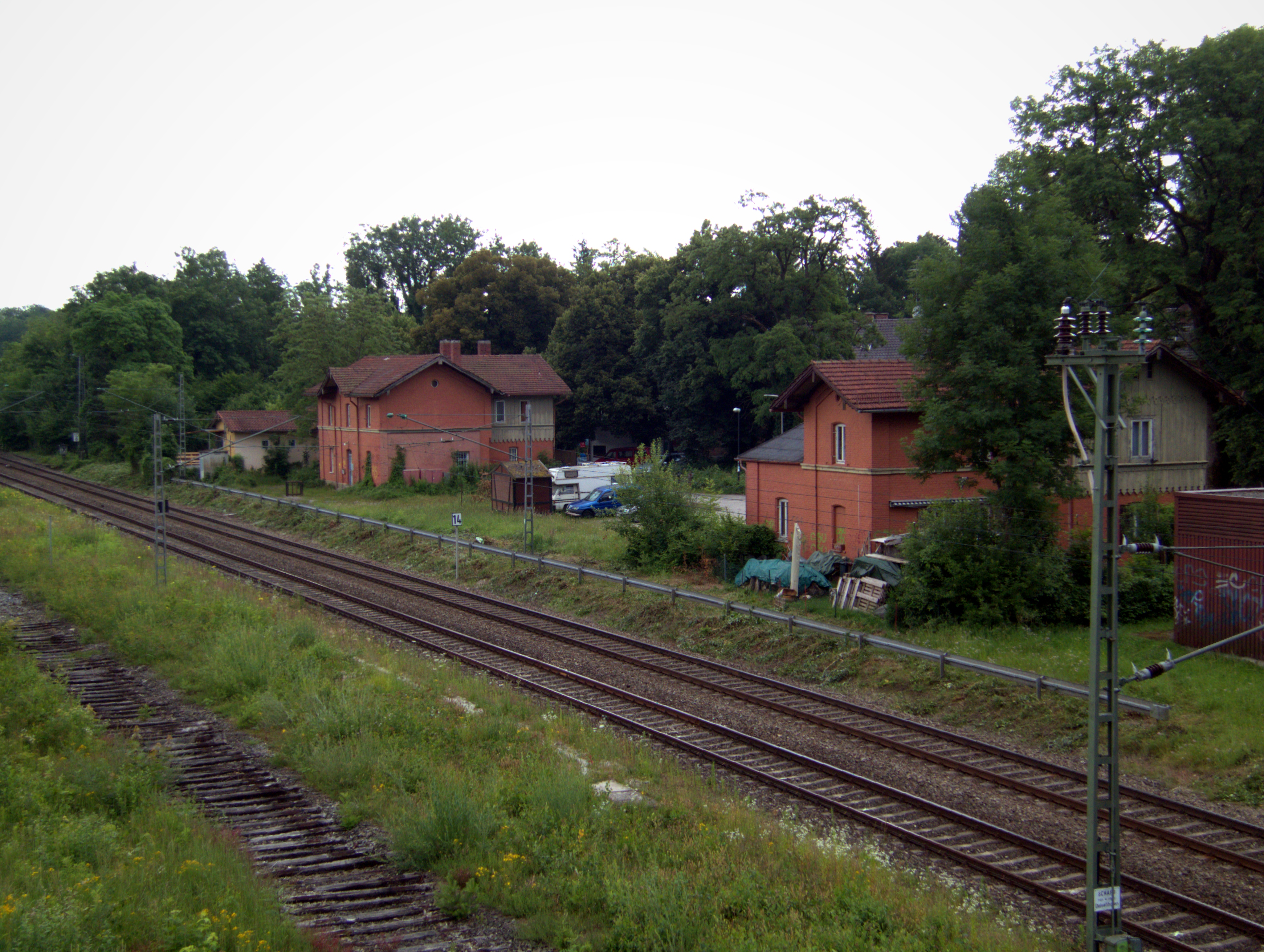
Gleisanlagen und Gleisseite des Empfangsgebäudes

Der Bahnhof entstand im Verlauf des Baus der Bayerischen Maximiliansbahn. Deren Teilstück München–Großhesselohe wurde 1854 in Betrieb genommen. Da sich die Weiterführung der Strecke durch den dafür erforderlichen Bau der 300 Meter langen Großhesseloher Brücke über die Isar verzögerte, war Großhesselohe etwa 3 Jahre lang Endstation der Strecke. Erst 1857 konnte das nächste Teilstück Großhesselohe–Rosenheim eröffnet werden, und der Bahnhof Großhesselohe wurde zum Durchgangsbahnhof.
Mit der Fertigstellung der Braunauer Eisenbahnbrücke 1871 verlor der Bahnhof Großhesselohe für den Fernverkehr an Bedeutung, da ein Großteil der Fernverbindungen über die kürzere neue Strecke geführt wurde. Durch die in der Nähe gelegene Waldwirtschaft Großhesselohe blieb er jedoch für Ausflugsgäste aus München von Bedeutung.
Im Jahr 1962 diente der Bahnhof für den Film Gesprengte Ketten (Originaltitel: The Great Escape) als Kulisse. Für diesen Zweck wurde das Bahnhofsgebäude und die Bahnsteigüberdachung mit einem Schild „Neustadt“ versehen.
Nach Einführung des S-Bahnbetriebs nach Wolfratshausen und dem Umbau des Isartalbahnhofs Großhesselohe zum S-Bahnhof wurde der Bahnhof Großhesselohe 1981 stillgelegt.

## Beschreibung

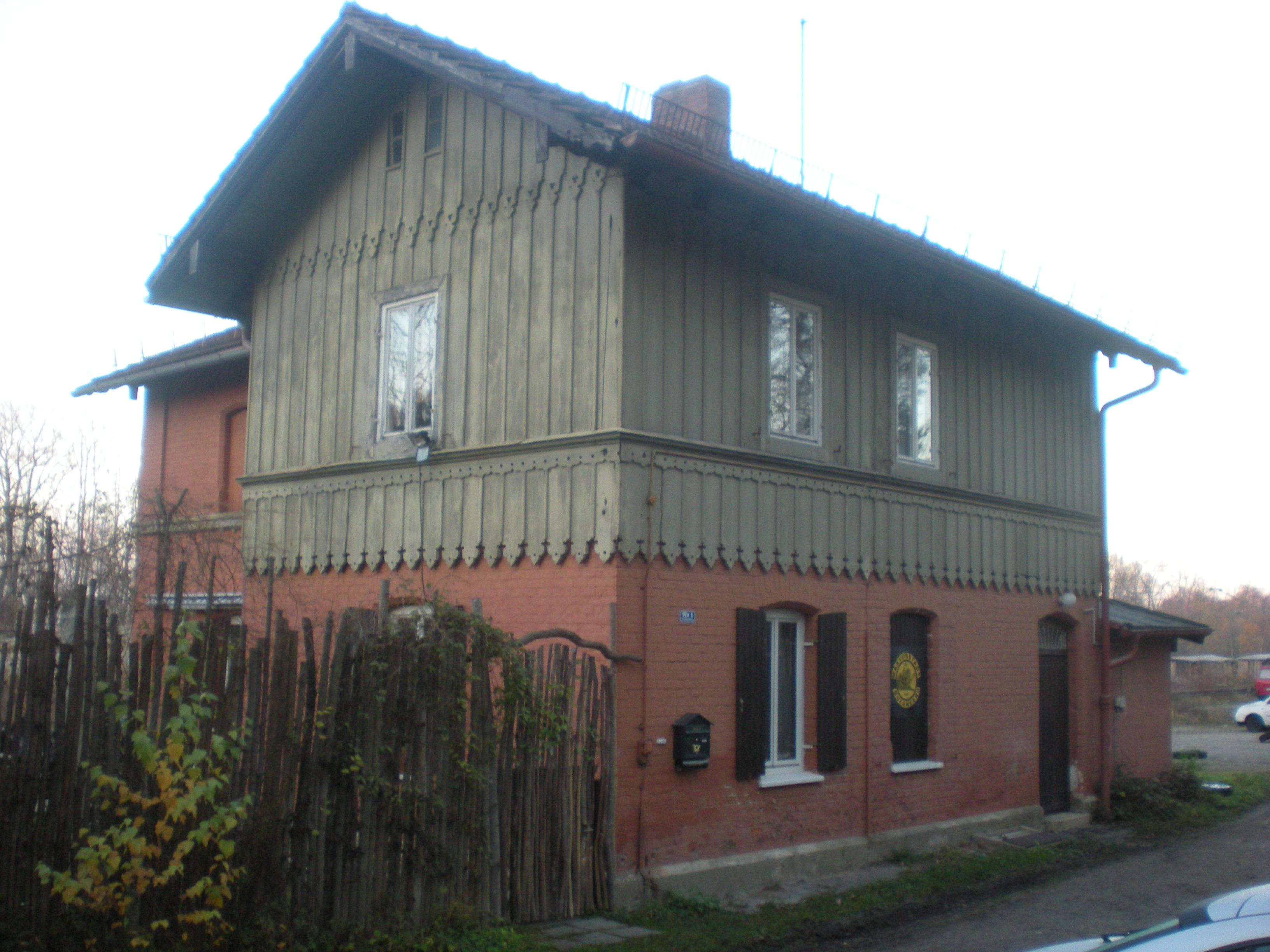
Westseite des Empfangsgebäudes

Die erhaltenen Teile des ehemaligen Bahnhofsgebäudes stammen etwa von 1870. Es handelt sich dabei um die zwei Kopfbauten des Bahnhofs, die ursprünglich dazwischen liegende Bahnsteighalle ist nicht mehr erhalten. Die Kopfbauten sind zweigeschossige Backsteinbauten, der eine in T-Form, der andere in L-Form. Teile des Obergeschosses sind mit einer Holzverkleidung versehen. Die Bauten tragen flache Satteldächer.
In der Nähe des Bahnhofs liegen am Bahnhofsplatz 4 und 5 zwei gleichartige, zweigeschossige Wohngebäude aus Backstein mit Satteldach. Sie gehörten ursprünglich zum Bahnhof und stehen heute ebenfalls unter Denkmalschutz.